# 専順
専順（せんじゅん、1411年（応永18年） - 1476年4月14日（文明8年3月20日））は、室町時代中期の連歌師。京都六角堂（頂法寺）の僧。柳本坊・春陽坊などとも号する。華道で有名な池坊の26世といわれている。